# زمین‌لرزه ۲۰۰۷ جزایر سلیمان
زمین‌لرزه جزایر سلیمان  در تاریخ ۱ آوریل ۲۰۰۷ میلادی، برابر با ‎۱۲ فروردین ۱۳۸۶، ساعت ۲۰:۳۹:۵۸ به زمان یوتی‌سی در جزایر سلیمان رخ داد. ژرفای این زلزله ۱۰ کیلومتر بود، و بزرگی آن ۸٫۱ در مقیاس Mw اعلام شده‌است. زمین‌لرزه به وقت محلی در روز دوشنبه، ساعت ۷ روی داده و منطقه زمانی آن یوتی‌سی +۱۱ بوده‌است .
سازمان زمین‌شناسی آمریکا نیز رومرکز این زمین‌لرزه را در مختصات ۸°۲۷′۵۸″جنوبی ۱۵۷°۰۲′۳۵″شرقی / ۸٫۴۶۶°جنوبی ۱۵۷٫۰۴۳°شرقی و ژرفای آن را در ۲۴ کیلومتر گزارش کرده‌است. بزرگی برگزیدهٔ این سازمان از میان بزرگی‌های محاسبه‌شدهٔ مختلف ۸٫۱ در مقیاس Mw بوده و از دید اثر، در میان چهار دسته‌بندی «نامحسوس»، «محسوس»، «زیان‌آور» یا «با تلفات»، زلزله را «با تلفات» اعلام کرده‌است.چندین روستا و نزدیک به ۳۰۰ ساختمان در زمین‌لرزه خراب شده و حدود ۵۰۰ ساختمان آسیب دیده‌است.رانش زمین در آن به وجود آمده‌است.سونامی نیز در این زلزله گزارش شده‌است.
پروژهٔ «تنسور گشتاور مرکزوار» زاویه‌های (راستا، شیب، ریک) گسل سازندهٔ زمین‌لرزه و صفحه عمود بر آن را (°۳۳۳، °۳۷، °۱۲۱) یا (°۱۱۷، °۵۹، °۶۹) و نوع گسل را «معکوس» فرارسانده‌است.
لرزش هیچ کشته‌ای نداشته‌است.